# Gare de Feyzin
Gare de Feyzin vasútállomás Franciaországban, Feyzin településen.

## Vasútvonalak
Az állomást az alábbi vasútvonalak érintik:
- Párizs–Marseille-vasútvonal

## Kapcsolódó állomások
A vasútállomáshoz az alábbi állomások vannak a legközelebb:
- Gare de Saint-Fons
- Gare de Sérézin